# Transparència nucal

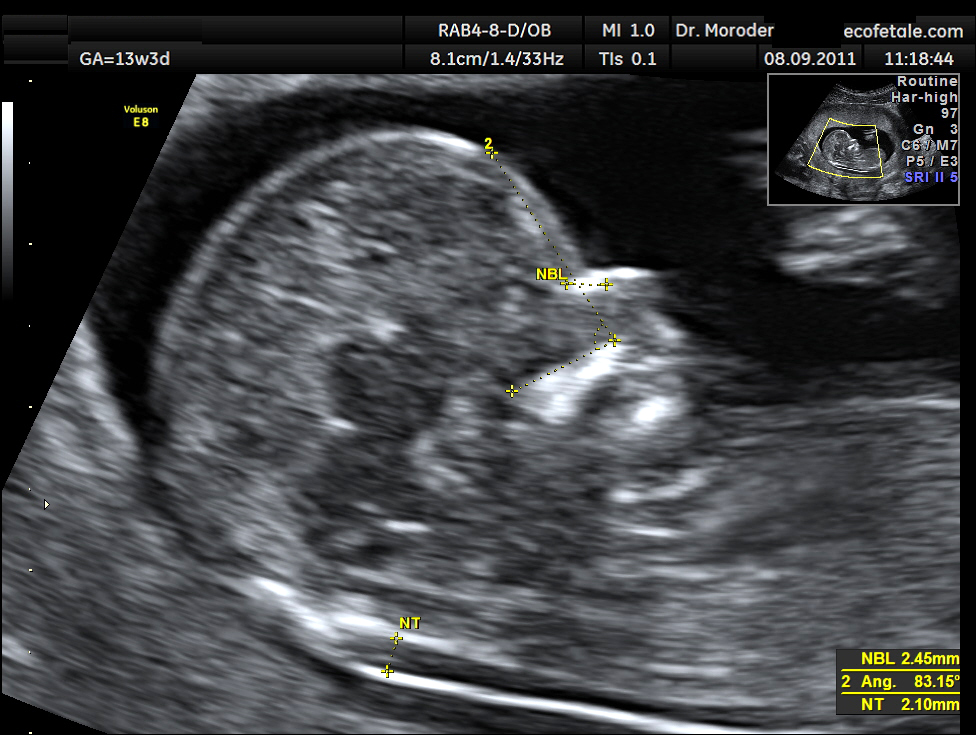
Translucència 13 setmanes de gestació

La transparència nucal és una prova de diagnòstic prenatal que consisteix en un mesuratge ecogràfic de l'acumulament fisiològic de líquid a la nuca del fetus. És un marcador ecogràfic sensible i fàcil d'obtenir en primer trimestre (11-14 setmanes de gestació), per detectar algunes patologies fetals sobretot alteracions cromosòmiques. Es troba present pràcticament en tots els fetus. L'espai es mesura des de la superfície externa de la columna cervical fins a la part interna de la zona cutània. Apareix com una zona econegativa ben circumscrita (o limitada).
El moment òptim, però, per detectar-la és entre l'11a i la 13a setmana de gestació + 6 dies, mitjançant una ecografia vaginal o abdominal 2D (bidimensional) o 3D. Sol desaparèixer a partir de la setmana 14 però també pot persistir fisiològicament entre un 2% i un 4% dels fetus normals, a causa del retard en el tancament de la part superior de la columna vertebral, o pot ser patològica en el cas d'alteracions cromosòmiques, síndromes malformatius o bé, en altres patologies que no estiguin relacionades amb anomalies cromosòmiques.
Aquesta mesura es combina amb altres marcadors ecogràfics de menor pes, especialment: la regurgitació tricuspídea, l'ona de flux del ductus venosus (la negativitat de l'ona s'associa a un risc de síndrome de Down) o la presència o no d'osificació nasal (si és negativa hi ha més probabilitat de síndrome de Down) i l'angle facial frontomaxilar. S'ha de mesurar també la CRL (en anglès "crown rump length") per tal d'ajustar l'edat gestacional. Totes aquestes mesures s'afegeixen de forma precisa a la valoració de dues hormones placentàries en el sèrum matern (la PAPP-A o proteïna A associada l'embaràs) i la Beta HCG (gonadotropina coriònica humana), per tal de determinar mitjançant un programa informàtic o MoM (múltiples de la mitjana dels marcadors descrits, 0,5-2,5) Així es calcula el risc ajustat que depèn també de l'edat materna.
| Es considera normal quan:                                                                | Es considera de sospitada patologia quan: |
| * té un gruix inferior a 3 mm - és homogènia i lineal - l'espai translúcid és econegatiu | * té un gruix superior a 3 mm - no és lineal i s'hi observen petits septes i irregularitats - l'espai translúcid té una refringència variable - l'atles i l'axis (ossos de la part superior de la columna vertebral) es mantenen oberts després de les 12 setmanes de gestació - s'observen estructures quístiques - la transparència s'estén més enllà del pol cefàlic o de l'esquena fetal - s'acompanya d'ascites o anasarca fetal - es detecten altres anomalies |

Quan es detecta una transparència nucal positiva, la probabilitat de tenir un fill afectat d'una alteració cromosòmica és directament proporcional al gruix de la transparència i a l'edat materna. Tanmateix aquest marcador només indica una possibilitat de risc de patir algun defecte que haurà de ser confirmada amb la realització d'altres proves posteriors.
Tant aquesta prova com el cribatge bioquímic NO SÓN PROVES AMB VALOR DIAGNÒSTIC. Una vegada obtingut el resultat, aquest ha de ser valorat pel metge per tal de determinar si cal fer altres proves complementàries (biòpsia corial, amniocentesi, etc.).